# Волчелистник крупноножковый
Волчели́стник крупноно́жковый (лат. Daphniphyllum macropodum) — вид рода Волчелистник семейства Волчелистниковые (Daphniphyllaceae).
Волчелистник низкий (Daphniphyllum humile) в России описан как отдельный вид, но в данной статье принята более распространённая точка зрения, согласно которой он является синонимом или разновидностью волчелистника крупноножкового.
Вечнозелёный кустарник или дерево. Самый северный представитель своего семейства. Выходит далеко за пределы субтропического пояса. Включён в Красную книгу России.

## Ботаническое описание
В зависимости от почвенно-климатических условий растёт в виде двудомного вечнозелёного кустарника или дерева высотой 3—10 м в культуре и 1—20 м в дикой природе.
Ветви тёмно-коричневые.
Листья кожистые, продолговатые. Длина: 14—25 см. Ширина: 3—6,5 см. Расположены очерёдно. Есть 12—18 пар боковых жилок. Верхняя поверхность тёмно-зелёная, глянцевая. Нижняя поверхность окрашена ярче.
Мужские цветки собраны в фиолетово-розовые, а женские в бледно-зелёные соцветия. Длина соцветий: 5-8 см. Чашечки отсутствуют. Цветение происходит в марте — июне.
Плоды — костянки диаметром 5—6 мм. По цвету похожи на чернику. Созревают в августе — октябре.

## Распространение и экология
Происходит из России (Южных Курил), Японии, юго-восточного Китая, Тайваня и Южной Кореи.
Обитает в горах и на склонах вулканов. Почвы плодородные и рыхлые, слабокислой реакции.
Один из наиболее зимостойких представителей вечнозелёной субтропической дендрофлоры. Выдерживает морозы, по крайней мере, до -20 °C. Серьёзные холода пережидает под снегом. Если его мало, то листья увядают, а не скручиваются в трубки, как у рододендрона короткоплодного. Лето от прохладного до жаркого. Увлажнение хорошее.
У себя на родине растёт в тени и на полном солнце. Теневыносливость высокая. Открытое солнце благополучно переносит не во всех регионах выращивания. В некоторых случаях на листьях могут появиться ожоги.
Единично и группами появляется в подлеске хвойно-широколиственных лесов. В лесах из бука городчатого и дуба монгольского соседствует с видами линдеры (Lindera), гортензии и тисом головчатым Харрингтона, либо подростом тиса остроконечного. В переходных к субтропическим буковых, дубовых и грабовых лесах создаёт вечнозелёный подлесок с падубом городчатым, ардизией, неоширакией японской, аукубой и перечисленными выше растениями. Здесь же поднимается в древостой, уверенно чувствует себя в кленово-грабовых сообществах. В низкорослых вариантах субтропических лесов сопутствует или содоминирует вечнозелёным буковым и лавровым (Neolitsea…).
Быстротой роста не отличается. Живёт долго.

## В культуре
Есть в коллекции Сочинского дендрария. Есть два экземпляра в Никитском ботаническом саду на Южном берегу Крыма. Отсутствует во всех других ботанических садах России. Нет данных о применении  этого вида в озеленении отечественных городов.
Перспективен для Черноморского побережья Кавказа. О возможности акклиматизации в Калининградской области и на Сахалине ничего не известно. В последнем стоит обратить внимание на районы произрастания падуба городчатого.
Выращивается в США и на тихоокеанском побережье Канады. В Европе культивируется от Шотландии до Испании. Встречается на улицах японских и корейских городов.
Устойчив к болезням и вредителям.

## Применение
Востребован в ландшафтном дизайне. Древесина идёт на производство мебели и канцелярских принадлежностей.

## Охрана
В России находится на северной границе ареала. Включён в Красную книгу страны под названием „Волчелистник низкий“. Охраняется в Курильском заповеднике. Мировые запасы в дикой природе значительны, ему не грозит исчезновение.